# Cantón de San Marcos
El cantón de San Marcos es una vía pública de la ciudad española de Vitoria.

## Descripción
La vía nace de la calle de las Escuelas, en el punto en el que esta arriba a la plaza de Santa María, y llega hasta la de la Cuchillería. El cantón, que toma el nombre de Marcos el Evangelista, es, según afirmaba Venancio del Val en sus Calles vitorianas, «el más corto de cuantos existen». Aparece descrito en la Guía de Vitoria (1901) de José Colá y Goiti con las siguientes palabras:

Cantón de San Marcos.—Nombre primitivo, dado en 12 de octubre de 1887. Principia en la calle de las Escuelas y concluye en la de la Cuchillería.
(Colá y Goiti, 1901, p. 56)